# Rogers Cup 2002
Der Rogers Cup 2002 war ein Tennisturnier der WTA Tour 2002 für Damen in Montreal sowie ein Tennisturnier der ATP Tour 2002 für Herren in Toronto. Das Herrenturnier fand von 29. Juli bis 4. August 2002 statt, das Damenturnier folgte vom 12. bis 18. August 2002.

## Herren
→ Hauptartikel: Tennis Masters Series Toronto 2002
→ Qualifikation: Tennis Masters Series Toronto 2002/Qualifikation

## Damen
→ Hauptartikel: Rogers Cup 2002/Damen
→ Qualifikation: Rogers Cup 2002/Damen/Qualifikation